# Fumarola

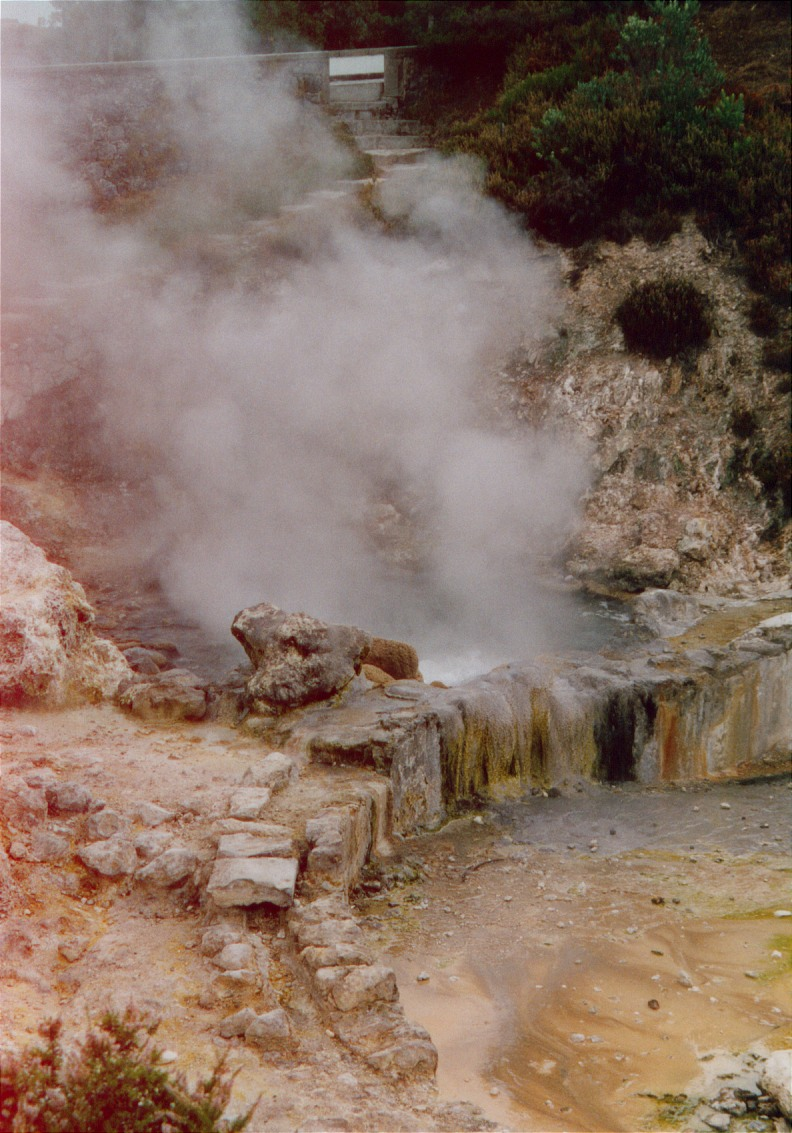
Fumarolas en Furnas, Azores (Portugal).

Fumarolas en la Isla Vulcano, Sicilia

Una fumarola, palabra proveniente del italiano fumarola, es una mezcla de gases y vapores que surgen por las grietas exteriores de un volcán (o sea en la superficie volcánica) a temperaturas altas. También se desprenden de las coladas de lava. Su composición varía según la temperatura a que son emitidas, de tal manera que este va cambiando a lo largo del "ciclo de vida" de una fumarola. Se distinguen los siguientes grupos:

## Fumarolas terrestres

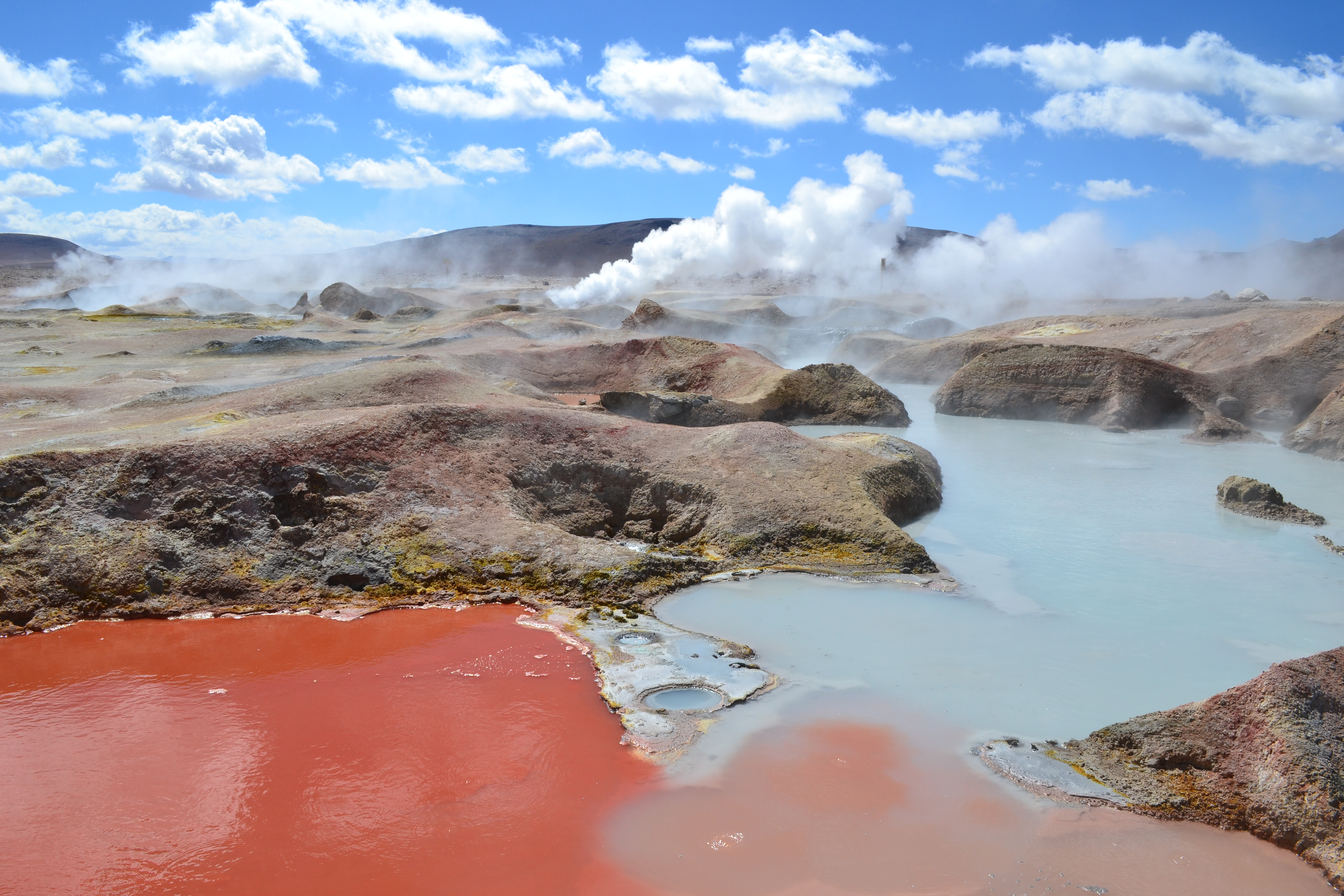
Fumarolas en el área de Sol de Mañana en Bolivia.

- Fumarolas secas (o anhidras): son las que emite la lava en estado de fusión, en las proximidades del cráter. Su temperatura es superior a 500 °C y están compuestas principalmente por cloruros de sodio, potasio y anhídrido sulfuroso y carbónico, careciendo por completo de vapor de agua. También contienen, aunque en pequeñas proporciones, otros cloruros (de potasio, hierro, cobre, etc.), algunos fluoruros y a veces hidrocarburos que producen llamaradas.
- Fumarolas ácidas (o clorhidrosulfurosas): no son tan calientes: se encuentran a temperaturas entre 300 °C y 400 °C. Esto porque emanan de la capa superficial de las coladas de lava. Contienen gran cantidad de vapor de agua, y proporciones menores de ácido clorhídrico y anhídrido sulfuroso.
- Fumarolas alcalinas (o amoniacales): son relativamente más frías, alcanzando aproximadamente 100 °C. Constan sobre todo de vapor de agua con ácido sulfhídrico y cloruro amónico.
- Fumarolas frías (o sulfhídricas): solo alcanzan unas cuantas decenas de grados, consistiendo esencialmente de vapor de agua con un pequeño porcentaje de anhídrido carbónico y sulfuroso.

## Fumarolas submarinas
- Fumarolas negras: son calientes, de hasta 400 °C, forman chimeneas de hasta 10 m de altura que arrojan hierro y sulfuro al océano.[2]
- Fumarolas blancas: estructuras pequeñas del suelo marino con emisiones no muy calientes, ácidas y con depósitos minerales.